# Callisthene
Callisthene, biljni rod od  8 priznatih vrsta grmova i drveća iz Brazila, Bolivije i Paragvaja. Pripada porodici Vochysiaceae.
Rod je opisan 1826., a tipična vrsta je Callisthene major

## Vrste
1. Callisthene dryadum Duarte
2. Callisthene erythroclada Warm.
3. Callisthene fasciculata Mart.
4. Callisthene inundata O.L.Bueno, A.D.Nilson & R.G.Magalh.
5. Callisthene major Mart.
6. Callisthene microphylla Warm.
7. Callisthene minor Mart.
8. Callisthene mollissima Warm.